# Георгиос Аргириадис
Георгиос П. Аргириадис (на гръцки: Γεώργιος Π. Αργυριάδης) е гръцки писател.

## Биография
Роден е в 1931 година в леринската паланка Суровичево, на гръцки Аминдео, Гърция. Завършва основно и средно образование в родния си град, след което учи филология във Философския факултет на Солунския университет, където му преподават Янис Какридис, Емануил Криарас, Линос Политис, Николаос Андриотис. От 1956 година работи като учител по филология в частното образование, а от 1959 година в държавната девическа гимназия на Лерин. От 1970 година е член на Леринското образователно дружество „Аристотелис“, а в 1975 година е член основател „Дома на любителите на изкуството“. От 1971 до 1992 година преподава като редовен професор по гръцки език и литература в Педагогическата академия на Лерин, а по-късно и в Педагогическия отдел за начално образование на Солунския университет със седалище в Лерин. В периода 1980-1982 година е директор на Педагогическата академия на Лерин.
Автор е на много книги - учебници, проза и поезия.